# Polyphasischer Schlaf
Polyphasischer Schlaf (oder mehrphasiger Schlaf) bezeichnet die Verteilung des Schlafes innerhalb einer 24-Stunden-Periode auf mehrere Zeitabschnitte. Neugeborene etwa schlafen mehrmals über den Tag verteilt, ebenso wie viele Tierarten. Mono-, Bi- oder Polyphasischer Schlaf als solcher bezeichnet die Aufteilung des gesamten Schlafes auf mehrere Zeitabschnitte, bezeichnet aber nicht z. B. eine damit verbundene Verringerung des Schlafbedarfes.

## Behauptungen über alternative Schlafmodi
Es existieren Behauptungen, dass es dem Menschen möglich sei, durch die künstliche Beschränkung der Schlafdauer und Verteilung dieses beschränkten Schlafes über mehrere Zeitabschnitte die insgesamt benötigte Schlafdauer stark zu reduzieren, ohne hierdurch gesundheitliche Schäden oder zumindest Einbußen der geistigen und körperlichen Leistungsfähigkeit zu erleiden. Für diese Behauptungen gibt es keine wissenschaftlichen Belege, sie entspringen den Behauptungen von Einzelpersonen in Blogs oder Foren.

## Einfluss auf circadiane Rhythmen
Untersuchungen zeigen, dass bei Beschränkung der Schlafdauer keine Kopplung des circadianen Rhythmus (24-Stunden-Rhythmus) an ein biphasisches Schlafmuster erfolgt, sondern lediglich der gesamte Schlafbedarf aufgeteilt wird.

## Funktionsweise
Der übliche ca. 8 Stunden andauernde Nachtschlaf ist in insgesamt 5 Schlafphasen von je ca. 90 Minuten gegliedert. Gegen Ende einer Schlafphase wird der für die geistige Erholung wertvolle REM-Schlaf erreicht.
Der „Polyphasische Schlaf“ zielt darauf ab, möglichst viel REM-Schlaf mit möglichst wenig Gesamtschlaf zu erreichen. Grundsätzlich handelt es sich hier um nichts anderes als das Aneinanderketten mehrerer Powernaps.

## Anwendung
Polyphasischer Schlaf findet Verwendung, wenn über einen längeren Zeitraum die Schlafzeiten minimiert werden müssen. Dies ist etwa bei Sportlern, z. B. beim mehrtägigen Radrennen RAAM und bei Weltumseglern, der Fall.

## Alternativen
In Berufen, bei denen eine lange Wachzeit gefordert wird – etwa beim Militär und bei Ärzten –, wird der polyphasische Schlaf meist nicht angewendet. Stattdessen findet eine Wachzeit am Stück statt und wird durch eine verlängerte Hauptschlafphase ausgeglichen.